# Ephedra gerardiana
Ephedra gerardiana är en kärlväxtart som beskrevs av Nathaniel Wallich och Otto Stapf. Ephedra gerardiana ingår i släktet efedraväxter, och familjen Ephedraceae.

## Underarter
Arten delas in i följande underarter:
- E. g. gerardiana
- E. g. sikkimensis